# 윈도우 업데이트
윈도우 업데이트(Windows Update, WU)는 윈도우 디펜더, 앤티스파이웨어 제품의 정의 업데이트와 윈도우 메일을 위한 정크 메일 필터 업데이트와 같은 운영 체제와 관련 구성 요소들에 대한 업데이트를 제공하는 마이크로소프트 윈도우의 최근 버전에서 찾을 수 있는 제어판 애플릿이다.
윈도우 비스타 얼티밋 사용자들은 윈도우 업데이트를 통하여 윈도우 얼티밋 엑스트라를 내려 받는 기능을 제공 받는다.
마이크로소프트 업데이트는 윈도우 업데이트 안에 있는 선택 기능이며, 운영 체제뿐 아니라 마이크로소프트 소프트웨어를 포함한 제품들에 대한 업데이트를 제공한다.

## 역사
윈도우 업데이트는 윈도우 98에 처음 도입되었다. 그 뒤로 사이트는 여러 리비전을 거쳤다. 2002년에 마이크로소프트는 중앙 서버를 통해 회사 전체에 보안 패치를 제공하여 다운로드할 수 있게 하였으며 윈도우 2000 서버 시스템에 설치할 수 있는 서버 구성 요소인 소프트웨어 업데이트 서비스를 공개하였다. 윈도우 2000 서비스 팩 3는 BITS를 포함하여 새로운 클라이언트 구성 요소(윈도 Me에서 처음 선보였으며 자동 업데이트라고 불렀다)를 쉽게 사용할 수 있게 하였다.
2004년 말에, 마이크로소프트는 서비스팩 2와 몇 가지 업데이트 응용 프로그램에 주된 변경 사항을 포함하는 윈도우 XP용 윈도 업데이트 5를 공개하였다. 광대역망에 접속하지 못하는 사용자들은 XP 서비스팩 2의 CD를 마이크로소프트 웹 사이트에서 주문할 수 있다. 반면 CD는 한 때 무료였지만, 2006년 7월 쯤에 약간의 배송비를 부가하였다. 서비스팩2를 설치한 뒤, 사용자는 마이크로소프트 웹사이트에서 더 새로운 업데이트를 확인할 수 있다.
2005년에 마이크로소프트는 마이크로소프트 업데이트의 첫 베타 버전을 도입하였고, 지원 운영 체제뿐 아니라 마이크로소프트 오피스, 익스체인지 서버, SQL 서버에 대한 업데이트를 제공하였다. 이는 고객들이 쉽게 모든 마이크로소프트 제품 업데이트를 개별 시스템에서 받을 수 있게 해 달라는 요청이 있었기 때문이었다. 시간이 지남에 따라 이 목록은 윈도우 디펜더와 버추얼 서버와 같은 다른 마이크로소프트 제품을 포함하게 되었다.

### 최신 버전의 새로운 기능
Windows XP 한정 - 다시 시동을 요구하는 업데이트는 사용자가 컴퓨터를 지정된 시간에 다시 시동해도 되는지 대화 상자로 물어 본다. 윈도우 업데이트가 여전히 일부 업데이트에 대해 다시 시동을 요구하는 반면, 이러한 대화 상자는 다시 묻기까지 사용자가 더 오랜 기간을 선택할 수 있도록 변경되었다. (최대 4 시간) 이렇게 개정된 대화 상자는 다른 응용 프로그램에서도 표시된다.
윈도우 업데이트는 자동으로 중요 업데이트와 권장 업데이트를 내려 받아 설치한다. 백그라운드에서 업데이트하고, 유동적인 옵션은 업데이트 과정을 마치면 제공된다. 업데이트가 설치를 마치기 위해 다시 시작을 요구할 때, 업데이트는 특정한 시간에 할 수 있도록 시간을 지정할 수 있다. 소프트웨어 업데이트가 사용 중인 파일에 적용할 경우, 윈도우 업데이트는 응용 프로그램의 데이터를 저장하고 응용 프로그램을 닫고, 파일을 업데이트하고 응용 프로그램을 다시 시작한다.
윈도우 업데이트는 윈도우 시스템 파일에 대한 업데이트를 수행할 때 윈도우 비스타에 도입된 파일 시스템 기능인 NTFS 처리를 이용한다. 이 기능은 업데이트를 하는 동안 예기치 않은 종료로 인한 문제가 있을 경우 복구할 수 있게 도와 준다.

## (구) 마이크로소프트 오피스 업데이트
마이크로소프트 오피스 업데이트(Microsoft Office Update)는 마이크로소프트가 제공하는 무료 온라인 서비스이며, 사용자들이 마이크로소프트 오피스 제품군들에 대한 업데이트를 찾아 설치할 수 있게 도와 준다. 윈도 업데이트에 대한 업그레이드인 마이크로소프트 업데이트로 통합이 되어 있다.
이 업데이트 서비스는 오피스 2000, 오피스 XP, 오피스 2003, 2007 오피스 시스템을 지원한다. 오피스 2000 이전 버전은 제외하고, 사용자들은 http://update.microsoft.com을 통해 오피스 업데이트를 받을 수 있다.
현재는 자동으로 업데이트를 한다.

## 대안
윈도우 비스타 이전에 윈도우 업데이트는 마이크로소프트의 인터넷 익스플로러에서 실행해야 했다. 그러나 마이크로소프트가 제공하는 공식 액티브엑스 플러그인과 더불어 윈도우 업데이트는 모질라 파이어폭스에서도 사용할 수 있게 되었다.
모질라 파이어폭스, 넷스케이프 내비게이터, 오페라를 통해 업데이트를 수행할 수 있는 WindizUpdate 또한 다른 대안이라고 볼 수 있다.